# Port lotniczy Barra del Colorado
Port lotniczy Barra del Colorado (ang. Barra del Colorado Airport) (IATA: BCL, ICAO: MRBC) – port lotniczy zlokalizowany w kostarykańskim mieście Barra del Colorado.

## Linie lotnicze i połączenia
- Nature Air (San José, Tortuguero)
- Sansa (San José)